# Philatelistisches Handbuch
Ein philatelistisches Handbuch beinhaltet ausführliche Information zu Druck, Ausgabe, Verwendung, Hintergrundinformation usw. über philatelistische Sammlerstücke. Manchmal gibt es fließende Übergänge bzw. Mischformen zwischen Handbüchern, Monografien und Briefmarkenkatalogen. Einzelne Handbuchprojekte gingen so sehr in die Tiefe oder waren so umfassend geplant, dass sie letztlich nicht komplett vollendet werden konnten. Die Bearbeitung war teilweise so aufwendig und umfangreich, dass es die Verlage in finanzielle Schwierigkeiten brachte oder sogar in die Insolvenz führte. Einige qualitativ hochwertige Handbücher werden von philatelistischen Arbeitsgemeinschaften, Sammlern oder Vereinen in kleineren Auflagen herausgegeben. Dementsprechend sind diese Handbücher relativ selten und bei Sammlern begehrt. 
| Name des Handbuchs                     | Autoren                                | Erscheinungsjahr | Anmerkungen                                |
| -------------------------------------- | -------------------------------------- | ---------------- | ------------------------------------------ |
| Großes Handbuch der Philatelie         | Otto Teltz, Carl Lindenberg und andere | 1887 bis 1897    | breitere internationale Abdeckung          |
| Krötzsch-Handbücher                    | Paul Ohrt und andere                   | 1893 bis 1897    | mit Abdeckung einiger altdeutschen Gebiete |
| Kohl-Briefmarken-Handbuch              | Herbert Munk, J. B. Seymour und andere | 1923 bis 1936    | breitere internationale Abdeckung          |
| Encyclopaedia of British Empire Stamps | Robson Lowe                            | 1948 bis 1991    | für das britische Weltreich                |